# Адамович Іван Владиславович
Іван Владиславович Адамович (рос. Иван Владиславович Адамович; нар. 8 квітня 1925 — пом. 1974, за іншими даними — 1980-ті) — радянський хокеїст, воротар. 
Відомий виступами за МВО (Москва) і «Спартак» (Москва). Згодом — хокейний і футбольний арбітр. Суддя всесоюзної категорії з футболу (1967), представляв Москву.